# Каллауэй (город, Миннесота)
Каллауэй (англ. Callaway) — город в округе Бекер, штат Миннесота, США. На площади 1,6 км² (1,6 км² — суша, водоёмов нет), согласно переписи 2002 года, проживают 200 человек. Плотность населения составляет 122,4 чел./км².
- Телефонный код города — 218
- Почтовый индекс — 56521
- FIPS-код города — 27-09280[1]
- GNIS-идентификатор — 0660007[2]